# Rigodium robustum
Rigodium robustum là một loài rêu trong họ Rigodiaceae. Loài này được Broth. mô tả khoa học đầu tiên năm 1924.